# Spirembolus abnormis
Spirembolus abnormis là một loài nhện trong họ Linyphiidae. Loài này được phát hiện ở Hoa Kỳ và Canada.